# Кодоне
Кодонѐ (на италиански: Codogné) е градче и община в Северна Италия, провинция Тревизо, регион Венето. Разположено е на 26 m надморска височина. Населението на общината е 5386 души (към 2010 г.).